# Ivy Mike

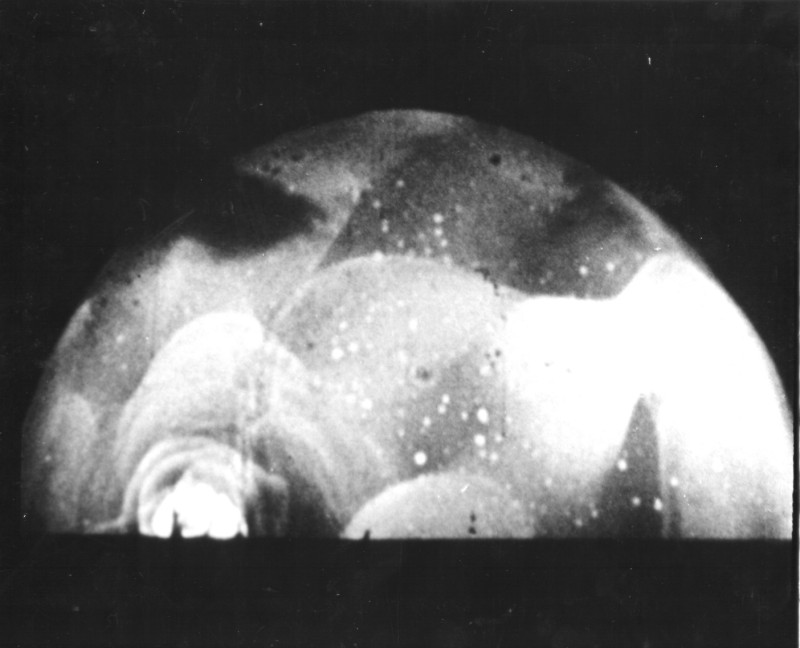
Bola de fuego emergente, originada por la explosión de Ivy Mike.

Ivy Mike fue el  nombre en clave dado a la primera prueba a gran escala de un  dispositivo termonuclear, en el que parte del rendimiento del explosivo proviene de fusión nuclear. Ivy Mike fue detonado el 1 de noviembre de 1952 por los Estados Unidos en la isla de Elugelab en Atolón Enewetak, en la ahora independiente nación insular de las Islas Marshall, como parte de la Operación Ivy. Fue la primera prueba completa del Diseño Teller-Ulam, un preparado dispositivo de fusión.
Debido a su tamaño físico y tipo de combustible de fusión (criogénico líquido deuterio), el dispositivo "Mike" no era adecuado para su uso como arma de entrega. Se pensó como un experimento "técnicamente conservador" prueba de concepto para validar los conceptos utilizados para detonaciones múltiples  megatón.
Como resultado de la recolección de muestras de la explosión por pilotos de la Fuerza Aérea de EE. UU., Los científicos encontraron rastros de los isótopos plutonio-246 y plutonio-244, y confirmaron la existencia de los elementos predichos pero no descubiertos einstenio y fermio.

## Inicio
Comenzando con el avance Teller-Ulam en marzo de 1951, hubo un progreso constante en los problemas relacionados con una explosión termonuclear y se dedicaron recursos adicionales a la puesta en escena y la presión política para ver una prueba real de una bomba de hidrógeno.: 137–139  Una fecha dentro de 1952 parecía factible.: 556  En octubre de 1951, el físico Edward Teller impulsó julio de 1952 como fecha límite para una primera prueba, pero el director del proyecto Marshall Holloway pensó que octubre de 1952, un año después, era más realista dado el trabajo de ingeniería y fabricación la prueba tomaría y dada la necesidad de evitar la temporada de monzones de verano en las Islas Marshall.: 482  El 30 de junio de 1952, el presidente de la Comisión de Energía Atómica de Estados Unidos  Gordon Dean le mostró al presidente Harry S. Truman un modelo de cómo se vería el dispositivo Ivy Mike; la prueba se fijó para el 1 de noviembre de 1952.: 590 
El Panel de consultores sobre desarme del Departamento de Estado, presidido por Robert Oppenheimer, quien consideró que evitar una prueba podría prevenir el desarrollo de una nueva arma catastrófica y abrir el camino para nuevos acuerdos de armas entre las dos naciones.: 139–142  Sin embargo, el panel carecía de aliados políticos en Washington y no se retrasó la prueba por este motivo.: 145–148 
Se expresó un deseo por separado de una demora muy breve en la prueba, por razones más políticas: estaba programada para realizarse solo unos días antes de la celebración del 4 de noviembre de las elecciones presidenciales de los Estados Unidos, 1952.: 497  Truman quería mantener la prueba termonuclear alejada de la política partidista, pero no deseaba ordenar su aplazamiento él mismo; sin embargo, hizo saber que estaría bien si se retrasaba después de las elecciones debido a que se encontraban "razones técnicas".: 590–591 : 497–498   El  miembro de la Comisión de Energía Atómica Eugene M. Zuckert fue enviado al sitio de prueba de Enewetak para ver si se podía encontrar esa razón, pero consideraciones climáticas: en promedio, solo había unos pocos días al mes que eran adecuados para la prueba. - indicó que debería seguir adelante según lo previsto y, al final, no se produjo ningún retraso en la programación.: 590–592 : 498 

## Diseño y preparativo de los dispositivos
El dispositivo "Mike" pesaba 82 toneladas cortas (74,4 t) era esencialmente un edificio que se parecía más a una fábrica que a un arma. Se ha informado que los ingenieros soviéticos se refirieron burlonamente a "Mike" como una "instalación termonuclear".
El dispositivo fue diseñado por Richard Garwin, un estudiante de Enrico Fermi, por sugerencia de Edward Teller. Se había decidido que nada más que una prueba a gran escala validaría la idea del diseño Teller-Ulam. Se le indicó a Garwin que utilizara estimaciones muy conservadoras al diseñar la prueba y se le dijo que no era necesario que fuera lo suficientemente pequeña y liviana para ser desplegada por aire.: 327 
Se eligió deuterio líquido como combustible para la reacción de fusión porque su uso simplificó el experimento desde el punto de vista de un físico y facilitó el análisis de los resultados. Desde el punto de vista de la ingeniería, su uso requirió el desarrollo de tecnologías previamente desconocidas para manejar el material difícil, que tenía que ser almacenado a temperaturas extremadamente bajas, cercanas al cero absoluto.: 41–42  Se construyó una gran planta de criogenia para producir hidrógeno líquido (utilizado para enfriar el dispositivo) y deuterio (combustible para la prueba). También se construyó una planta de energía de 3.000 kilovatios para la instalación de criogenia.: 44 
El dispositivo que se desarrolló para probar el diseño de Teller-Ulam se conoció como un diseño de "Sausage":: 43 

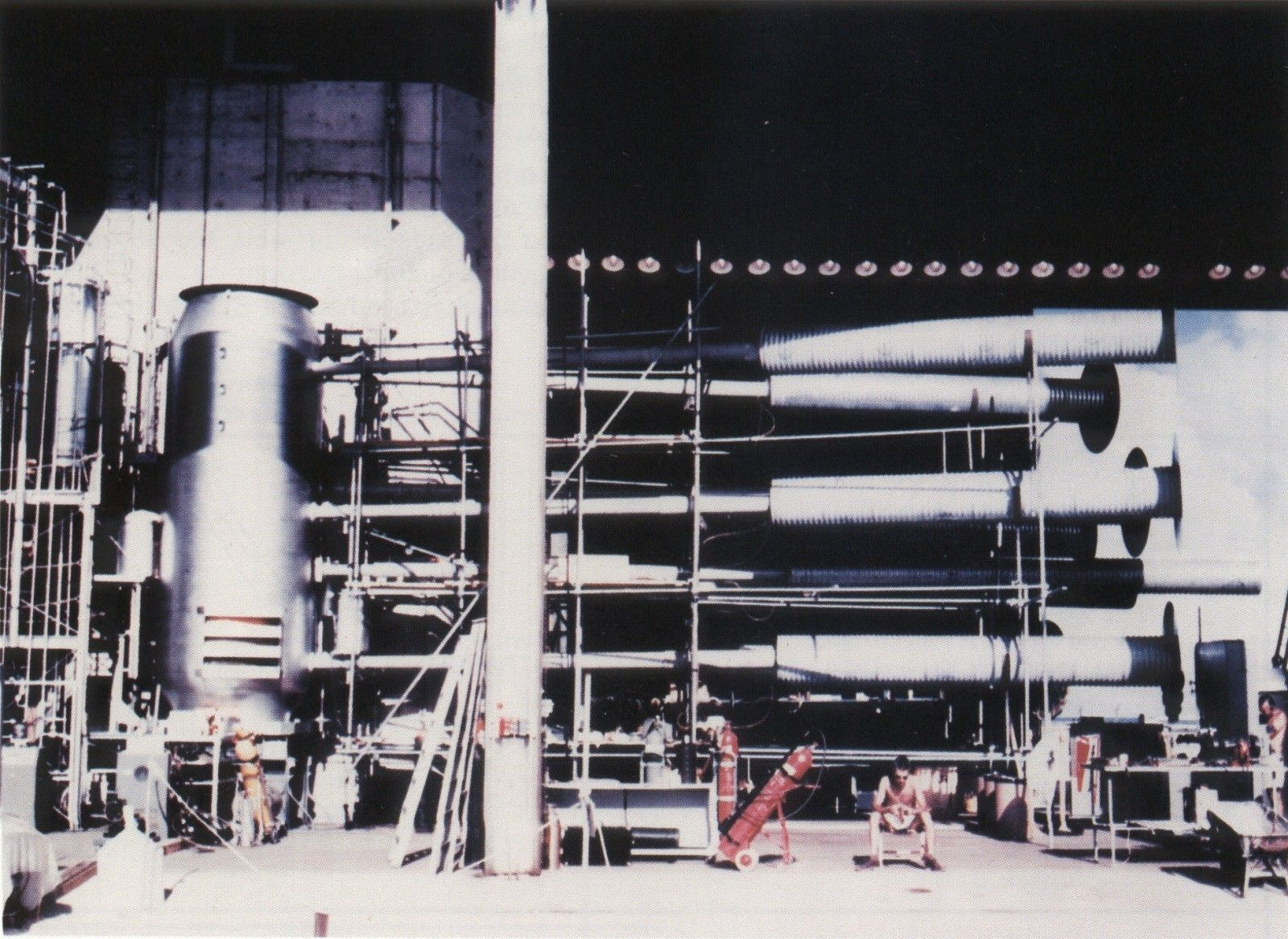
Vista de la carcasa del dispositivo "Sausage", con su instrumentación y equipo criogénico adjunto. Los tubos largos se utilizaron para medir; su función era transmitir la primera diación desde.

- En su centro había un acero Dewar (matraz de vacío) o criostato cilíndrico aislado. Este tanque, casi 7 pies (2,1 m; 2,1 m) de ancho y más de 20 pies (6,1 m; 6,1 m) de alto,[9]: 43  tenía paredes de casi 30 cm (1 pies; 11,8 plg) de espesor.[12] Pesaba aproximadamente54 toneladas cortas (49,0 t).[13] Era capaz de sostener 1000 litros de deuterio líquido, enfriado hasta casi el cero absoluto.[14][15] El deuterio criogénico proporcionó el combustible para la etapa "secundaria" ( fusión) de la explosión.[9]: 43
- En un extremo del matraz cilíndrico Dewar había una TX-5[16]: 66  bomba regular  fisión (no impulsada[16]: 43 ). La bomba TX-5 se utilizó para crear las condiciones necesarias para iniciar la reacción de fusión. Esta etapa de fisión "primaria" estaba anidada dentro de la caja de radiación en la sección superior del dispositivo y no estaba en contacto físico con la etapa de fusión "secundaria". El TX-5 no requirió refrigeración.[16]: 43 [9]: 43–44
- Corriendo por el centro del matraz Dewar dentro del secundario había una varilla cilíndrica de plutonio dentro de una cámara de gas tritio. Esta "bujía de fisión" fue destruida por rayos X de la detonación primaria. Eso proporcionó una fuente de presión de movimiento hacia afuera dentro del deuterio y aumentó las condiciones para la reacción de fusión.[9]: 43–44
- Alrededor de la asamblea había 5 toneladas cortas (4,5 t; 4,5 t) uranio natural "sabotaje". El exterior del pisón estaba revestido con láminas de plomo y polietileno, formando un canal de radiación para conducir rayos X desde la etapa "primaria" a la "secundaria".  Como se establece en el diseño Teller-Ulam, la función de los rayos X era comprimir el "secundario" con sabotaje / empujador ablación, presión de plasma de espuma y presión de radiación. Este proceso aumenta la densidad y la temperatura del deuterio al nivel necesario para sostener una reacción termonuclear y comprime la "bujía" a una  masa supercrítica - induciendo a la "bujía" a someterse a una fisión nuclear, y de ese modo iniciar una reacción de fusión en el combustible de deuterio circundante.[9]: 43–44

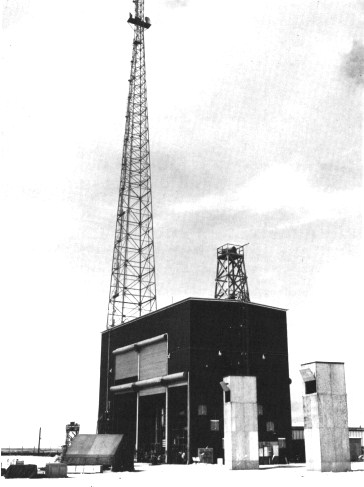
La cabina de tiro de Ivy Mike y la torre de señales

Todo el dispositivo "Mike" (incluido el equipo criogénico) pesó 82 toneladas cortas (74,4 t; 74,4 t). Estaba alojado en un gran edificio de aluminio corrugado, llamado  cabina de tiro , que tenía 88 pies (26,8 m; 26,8 m) de largo,
46 pies (14,0 m; 14,0 m) de ancho, y
61 pies (18,6 m; 18,6 m) alto, con una torre de señales de
300 pies (91,4 m; 91,4 m). Se utilizaron señales de radio y televisión para comunicarse con una sala de control en el USS Estes donde se encontraba el grupo de fusilamiento.: 42–43 : 42 
Se estableció en la isla del Pacífico de Elugelab, parte del atolón Enewetak. Elugelab estaba conectado a las islas de Dridrilbwij (Teiteir), Bokaidrikdrik (Bogairikk) y Boken (Bogon) por una calzada artificial de 9000 pies (2,7 km; 2743,2 m). Encima de ella había un tubo de aluminio revestido de madera contrachapada lleno de helio, conocido como Caja Krause-Ogle.: 34  
Esto permitió a los  gamma y neutrones pasaran sin inhibiciones a los instrumentos en una estación de detección no tripulada, la estación 202, en la isla Boken. Desde allí, las señales se enviaron al equipo de grabación en la estación 200, también ubicado en un búnker en la isla Boken. El personal regresó a la isla Boken después de la prueba para recuperar el equipo de grabación.: 136, 138 
En total, 9.350 militares y 2.300 civiles participaron en el disparo de "Mike".
La operación contó con la cooperación del ejército, la marina, la fuerza aérea y los servicios de inteligencia de los Estados Unidos. El USS  Curtiss  trajo componentes de los Estados Unidos a Elugelab para su ensamblaje. La obra se completó el 31 de octubre, a las 17.00 horas. En una hora, el personal fue evacuado en preparación para la explosión.: 43–44 

## Detonación

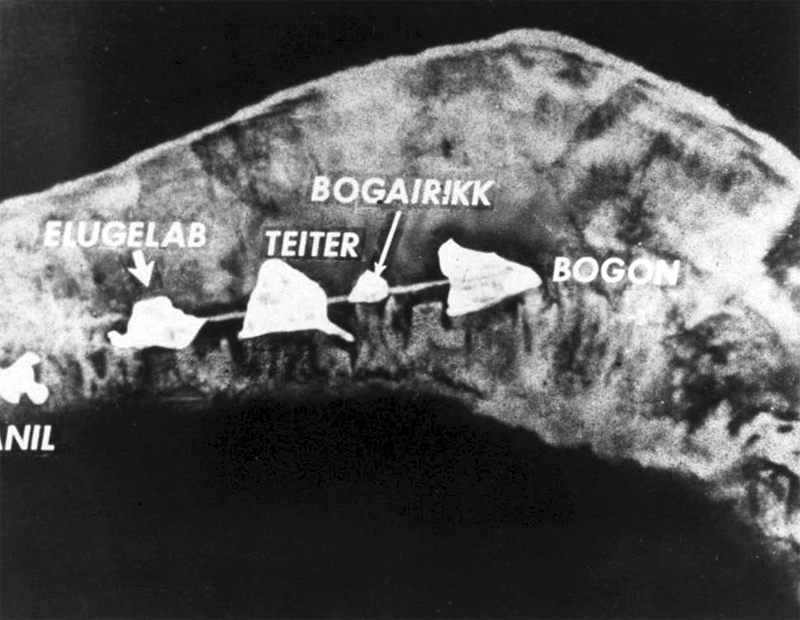
Atolón Enewetak, antes del disparo de "Mike". Observe la isla de Elugelab a la izquierda.

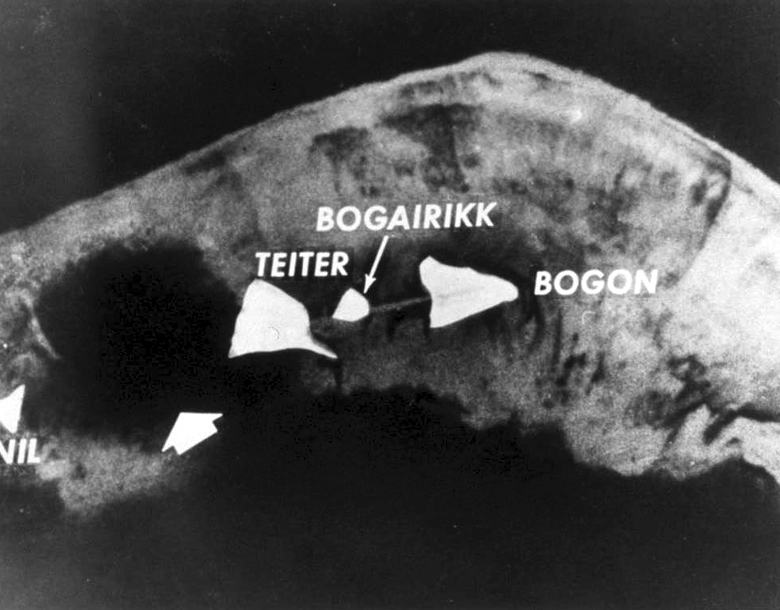
Atolón de Enewetak, después del disparo de "Mike". Observe el cráter a la izquierda.

La prueba se llevó a cabo el 1 de noviembre de 1952 a las 07:15 hora local (19:15 hora local del 31 de octubre, Greenwich Mean Time). Produjo un rendimiento de 10,4  megatoneladas de TNT. Sin embargo, el 77% del rendimiento final provino de la fisión rápida del manipulador de uranio, que produjo grandes cantidades de  lluvia radiactiva.[cita requerida]
La bola de fuego creada por la explosión tenía un radio máximo de 3.3 km. Éste se alcanzó unos segundos después de la detonación, durante los cuales la bola de fuego caliente se elevó debido a la flotabilidad. Aunque todavía estaba relativamente cerca del suelo, la bola de fuego aún no había alcanzado sus dimensiones máximas y, por lo tanto, tenía aproximadamente 5,2 km (3,2 mi) de ancho. La nube de hongo se elevó a una altitud de 17 km (55 774,3 pies; 10,6 mi) en menos de 90 segundos. Un minuto después había alcanzado 33 km (108 267,7 pies; 20,5 mi), antes de estabilizarse en 41 km (134 514,4 pies; 25,5 mi) con el la parte superior eventualmente se extiende a un diámetro de 161 km (100 mi) con una raíz 32 km (19,9 mi) de ancho.
La explosión creó un cráter 1,9 km (6233,6 pies; 1,2 mi) de diámetro y 50 m (164 pies; 54,7 yd) de profundidad donde había estado el Elugelab; la ráfaga y las ondas de agua de la explosión (algunas ondas de hasta 6 m (19,7 pies; 6,6 yd) de altura) despojaron de vegetación las islas de prueba, como se observó en un reconocimiento de helicópteros dentro de 60 minutos después de la prueba, momento en el que la nube en forma de hongo y el vapor desaparecieron. Escombros de coral radiactivo cayeron sobre barcos ubicados a 56 km (34,8 mi; 34,8 mi) de distancia, y el área inmediata alrededor del atolón estaba muy contaminada.
Cerca de la bola de fuego, se dispararon rápidamente descargas de rayos.
El plano completo fue documentado por los realizadores de los estudios Lookout Mountain Estación de la Fuerza Aérea de Lookout Mountain. Un postproducción sonido de explosión fue sobregrabado sobre lo que fue una detonación completamente silenciosa desde el punto de vista de la cámara, y el sonido de la onda expansiva solo llegó unos segundos después, como similar a trueno, con la hora exacta en función de su distancia. La película también estuvo acompañada de música potente, al estilo de  Wagner, que apareció en muchas películas de prueba de ese período y fue presentada por el actor Reed Hadley. Se le dio una proyección privada al presidente Dwight D. Eisenhower que había sucedido al presidente Harry S. Truman en enero de 1953.: 80  En 1954, la película fue lanzada al público después de la censura y se mostró en canales de televisión comerciales.: 183 
Edward Teller, quizás el partidario más ferviente del desarrollo de la bomba de hidrógeno, estaba en Berkeley, California, en el momento del disparo. Pudo recibir el primer aviso de que la prueba fue exitosa al observar un sismómetro, que recogió la onda de choque que viajó a través de la tierra desde el Pacific Proving Grounds.: 777–778  En sus memorias, Teller escribió que inmediatamente envió un telegrama sin clasificar a  Dr. Elizabeth "Diz" Graves, la jefa del proyecto de grupa que permanece en  Los Alamos durante la toma. El telegrama sin clasificar contenía solo las palabras "Es un niño", que llegó horas antes que cualquier otra palabra de Enewetak.: 352 

## Descubrimientos científicos
Una hora después de la detonación de la bomba, los pilotos de la Fuerza Aérea de EE. UU. despegaron de la isla Enewetak para volar hacia la nube atómica y tomar muestras. Los pilotos tenían que monitorear lecturas y pantallas adicionales mientras "pilotaban en condiciones inusuales, peligrosas y difíciles", incluido el calor, la radiación, los vientos impredecibles y los escombros voladores. Virgil Meroney, líder de "Red Flight", voló primero hacia el eje de la explosión. En cinco minutos, había reunido todas las muestras que pudo y salió. A continuación, Bob Hagan y Jimmy Robinson entraron en la nube. Robinson golpeó un área de turbulencia severa, girando y apenas conservando el conocimiento. Recuperó el control de su avión a 20.000 pies, pero una tormenta electromagnética había interrumpido sus instrumentos. Bajo la lluvia y la mala visibilidad, sin instrumentos de trabajo, Hagan y Robinson no pudieron encontrar el avión cisterna KB-29 para repostar.: 96  Intentaron regresar al campo en Enewetak. Hagan, sin combustible, hizo con extraordinario éxito un  aterrizaje con palanca en la pista. El F-84 Thunderjet de Robinson se estrelló y se hundió a 3,5 millas de la isla. El cuerpo de Robinson nunca se recuperó.
Los tanques de combustible en las alas del avión se habían modificado para recoger y filtrar los escombros que pasaban. Los filtros de los aviones supervivientes se sellaron con plomo y se enviaron a Los Alamos, Nuevo México para su análisis. Radiactivas y contaminadas con carbonato de calcio, las muestras de "Mike" eran extremadamente difíciles de manipular. Los científicos de Los Alamos encontraron rastros en ellos de isótopos plutonio-246 y plutonio-244.
Al Ghiorso en la Universidad de California, Berkeley especuló que los filtros también podrían contener átomos que se habían transformado, a través de la desintegración radiactiva, en los elementos predichos pero no descubiertos 99 y 100. Ghiorso, Stanley Gerald Thompson  y Glenn Seaborg obtuvieron la mitad de un papel de filtro de la prueba de Ivy Mike. Pudieron detectar la existencia de los elementos einstenio y fermio, que habían sido producidos por un flujo de neutrones intensamente concentrado alrededor del sitio de detonación. El descubrimiento se mantuvo en secreto durante varios años, pero finalmente se le dio crédito al equipo. En 1955, los dos nuevos elementos fueron nombrados en honor a Albert Einstein y Enrico Fermi.

## Pruebas relacionadas
Se preparó una versión simplificada y aligerada de la bomba (la  EC-16) y se programó para probarla en funcionamiento Castle Yankee, como respaldo en caso de que la fusión no criogénica del dispositivo "camarón" (probado en Castle Bravo) no funcionara; esa prueba se canceló cuando el dispositivo Bravo se probó con éxito, lo que hizo que los diseños criogénicos fueran obsoletos.[cita requerida]

## Galería

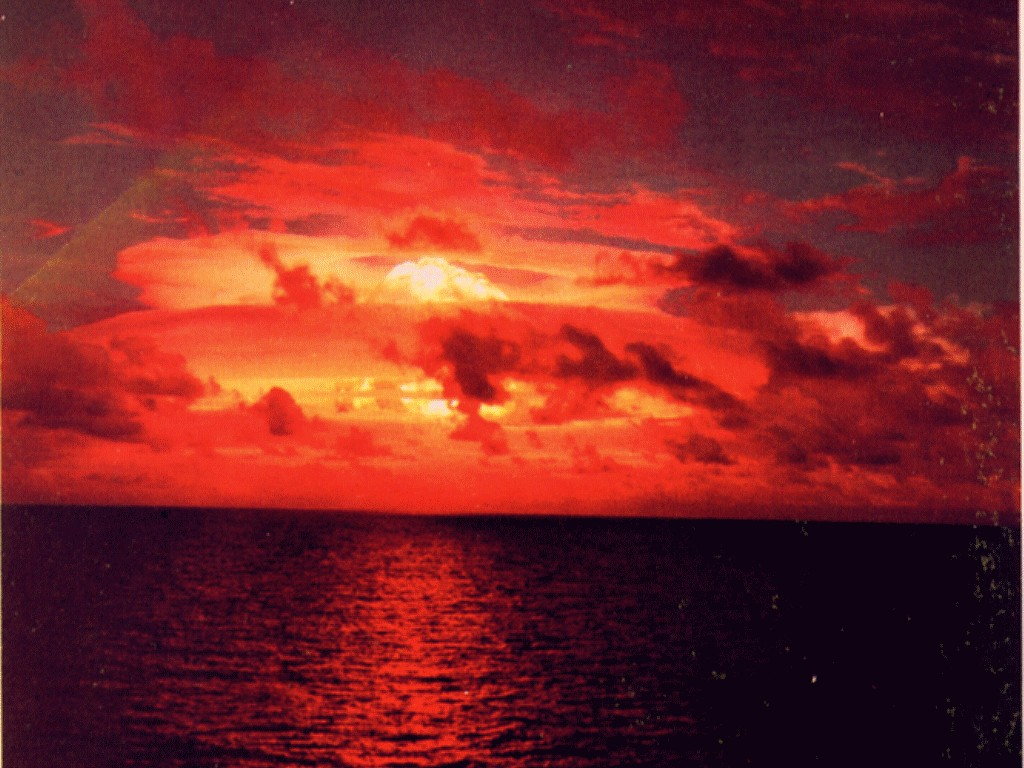
Otra imagen de la bola de fuego de Mike, vista desde un barco.
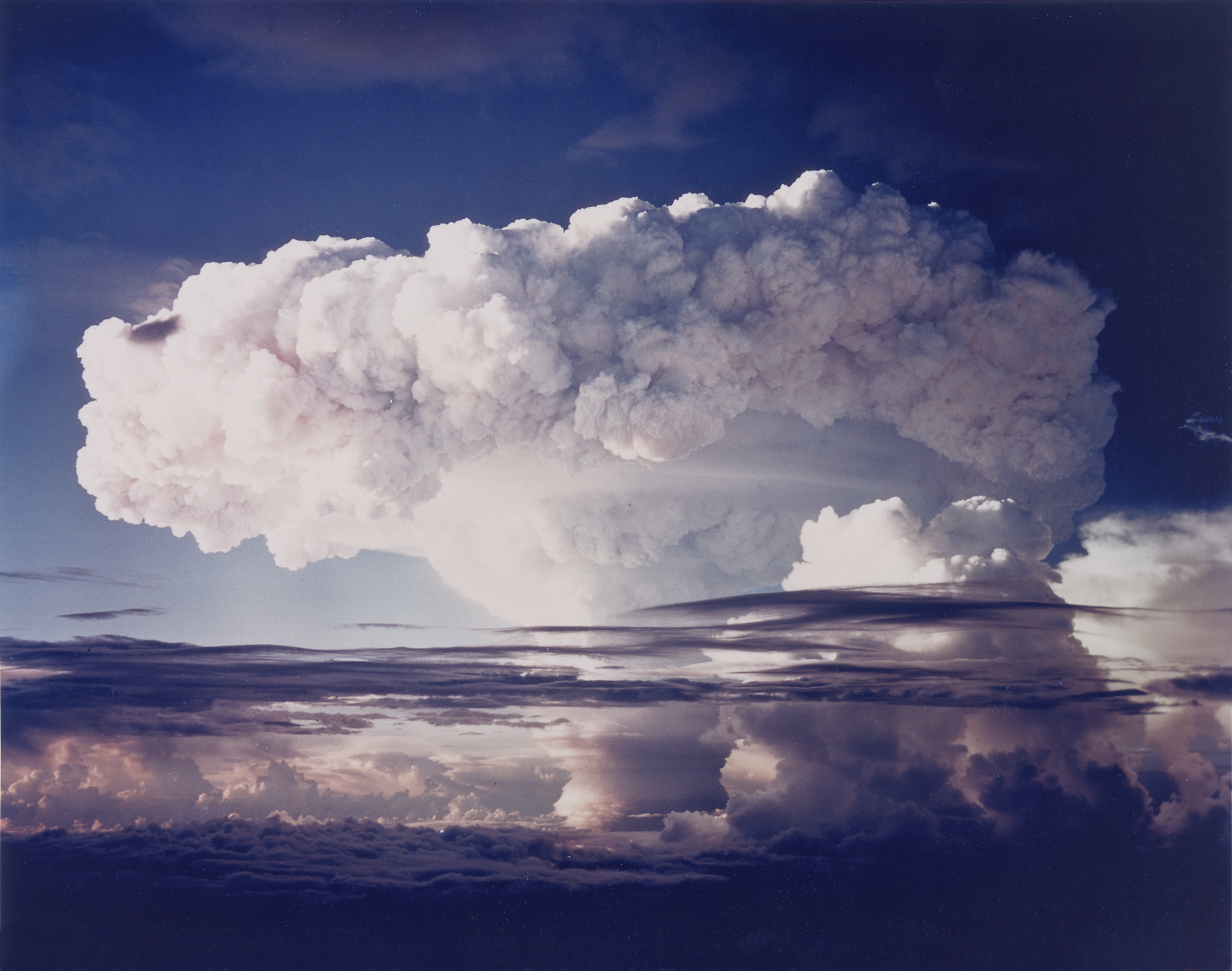
Nube de hongo de Mike.
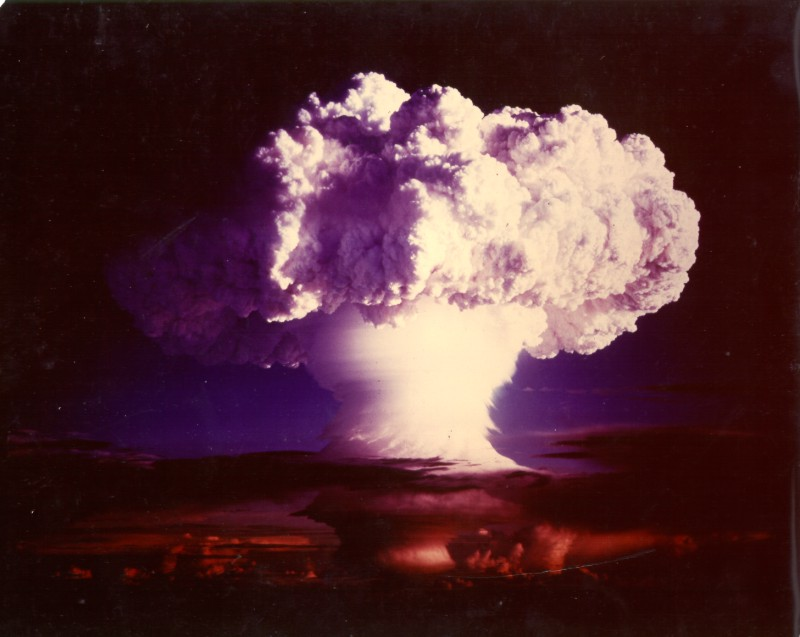
Nube de hongo de Mike.